# Bristol (Maine)
Bristol és una població dels Estats Units a l'estat de Maine (EUA). Segons el cens del 2000 tenia 2.644 habitants.

## Demografia
Segons el cens del 2000, Bristol tenia 2.644 habitants, 1.203 habitatges, i 801 famílies. La densitat de població era de 28,8 habitants per km².
Dels 1.203 habitatges en un 22,8% hi vivien nens de menys de 18 anys, en un 57,4% hi vivien parelles casades, en un 6,2% dones solteres, i en un 33,4% no eren unitats familiars. En el 28,8% dels habitatges hi vivien persones soles el 14,8% de les quals corresponia a persones de 65 anys o més que vivien soles. El nombre mitjà de persones vivint en cada habitatge era de 2,18 i el nombre mitjà de persones que vivien en cada família era de 2,64.
Per edats la població es repartia de la següent manera: un 18,8% tenia menys de 18 anys, un 5% entre 18 i 24, un 23,1% entre 25 i 44, un 29,1% de 45 a 60 i un 23,9% 65 anys o més.
L'edat mediana era de 47 anys. Per cada 100 dones de 18 o més anys hi havia 94,3 homes.
La renda mediana per habitatge era de 38.400 $ i la renda mediana per família de 45.184 $. Els homes tenien una renda mediana de 31.627 $ mentre que les dones 19.800 $. La renda per capita de la població era de 21.821 $. Entorn del 3,3% de les famílies i el 6% de la població estaven per davall del llindar de pobresa.